# Krzysztof Słaboń
Krzysztof Słaboń, ang. Chris Slabon (ur. 21 lutego 1981 we Wrocławiu) – kanadyjski i polski żużlowiec.

## Życiorys

### Kariera sportowa
Licencję żużlową zdobył w 1998 roku. W dotychczasowej karierze reprezentował barwy klubów Polonii Bydgoszcz (1998–2000), WTS Wrocław (2001–2002, 2004–2005, 2007–2008), ZKŻ Zielona Góra (2003), Unibaxu Toruń (2006), Startu Gniezno (2009), Włókniarza Częstochowa (2010) oraz Lechmę Poznań (2011). Jest pięciokrotnym medalistą Drużynowych Mistrzostw Polski: dwukrotnie złotym (1998, 2000), srebrnym (2004) oraz dwukrotnie brązowym (2002, 2007). Jest również dwukrotnym Wicemistrzem Polski Par Klubowych, w 2001 r. w kategorii młodzieżowej, a w 2007 – w seniorskiej (oba turnieje odbyły się w Częstochowie). W 2007 r. zajął II m. w rozegranym w Miszkolcu finale Klubowego Pucharu Europy.
W latach 1998, 1999, 2001 i 2002 wystąpił w finałach Indywidualnych Mistrzostw Świata Juniorów, za każdym razem reprezentując Kanadę i występując jako Chris Slabon. Najlepszy wynik w tych rozgrywkach osiągnął w 2001 r. w Peterborough, gdzie zajął IV miejsce. Był również trzykrotnym (1998, 2001, 2002) finalistą Młodzieżowych Indywidualnych Mistrzostw Polski, w 2001 r. zdobywając w Częstochowie srebrny medal.
Dwukrotnie stawał na podium turniejów o "Brązowy Kask" (Toruń 1999 – III m., Leszno 2000 – II m.). W 2005 r. zajął III m. w rozegranym w Rybniku finale turnieju o "Złoty Kask". W 2006 r. jedyny raz w dotychczasowej karierze wystąpił w finałowym turnieju o Indywidualne Mistrzostwo Polski, zajmując w Toruniu XVI miejsce. Do innych jego indywidualnych sukcesów należą m.in. I m. w turnieju o Łańcuch Herbowy Miasta Ostrowa Wielkopolskiego (Ostrów Wielkopolski 2004), dwukrotnie II m. w Memoriałach im. Ryszarda Nieścieruka (Wrocław 2004, 2005) oraz III m. w Memoriale im. Jana Ciszewskiego (Rybnik 2005).

### Życie prywatne
Syn Roberta Słabonia i wnuk Adolfa Słabonia, również żużlowców.
W 1985 wraz z rodzicami wyjechał do Kanady.